# Võ Thị Sáu (Quận 3)
Võ Thị Sáu is een phường in Ho Chi Minhstad, de grootste stad van Vietnam, die ligt in de overgang van Đông Nam Bộ en de Mekong-delta. Het behoort tot Quận 3, een van de districten van Ho Chi Minhstad.